# Shōnai
Shōnai (庄内町, Shōnai-machi) est un bourg du district de Higashitagawa (préfecture de Yamagata), dans le nord de l'île de Honshū, au Japon.

## Géographie

### Démographie
En 2011, la population de Shōnai s'élevait à 22 930 habitants répartis sur une superficie de 246,26 km2 (densité de population de 92 hab./km2).

## Histoire
Le bourg de Shōnai est fondé en 2005 par la fusion des bourgs d'Amarume et Tachikawa.